# ماساتو فوجیتا
ماساتو فوجیتا (انگلیسی: Masato Fujita؛ زادهٔ ۸ مهٔ ۱۹۸۶) بازیکن فوتبال اهل ژاپن است.
از باشگاه‌هایی که در آن بازی کرده‌است می‌توان به باشگاه فوتبال توکیو وردی، باشگاه فوتبال یوکوهاما، باشگاه فوتبال یوکوهاما مارینوس، باشگاه فوتبال کاشیوا ریسول، و باشگاه فوتبال ساگان توسو اشاره کرد.